# Giuseppe Mancini (Bauingenieur)
Giuseppe Mancini (* 1. Januar 1947 in Pizzo (Kalabrien)) ist ein italienischer Bauingenieur.
Mancini erwarb 1972 seinen Laurea-Abschluss in Bauingenieurwesen am Polytechnikum in Turin, an dem er seit 1986 ordentlicher Professor ist.
Er plante rund 140 Straßen- und Eisenbahnbrücken (Stahlbeton, Spannbeton, Verbundkonstruktionen).
2004 bis 2006 war er Präsident der fib. 2005 bis 2008 war er Vorsitzender der europäischen Kommission Betonkonstruktionen (SC 2) der Eurocodes und er war Vorsitzender der Eurocodes EN 1992-2 für Betonbrücken. 
2018 erhielt er die Freyssinet-Medaille. Er ist seit 2006 korrespondierendes Mitglied der Turiner Akademie der Wissenschaften. Mancini ist Mitglied der American Society of Civil Engineers (ASCE).